# A Butterfly on the Wheel
A Butterfly on the Wheel és una pel·lícula muda de la World Film Company dirigida per Maurice Tourneur i protagonitzada per Holbrook Blinn i Vivian Martin. La pel·lícula, de cinc bobines, està basada en l’obra de teatre homònima d’Edward Hemmerde i Francis Neilson- Es va estrenar el 15 de novembre de 1915. Es considera una pel·lícula perduda.

## Argument
Peggy Admaston, membre de l’alta societat, veu com el seu feliç matrimoni es deteriora ràpidament mentre el seu marit se centra en la feina, sense ser conscient de la solitud i la vulnerabilitat de la seva dona. Peggy rep l'atenció que necessita de l'amic del seu marit, Collingwood, que actua segons els seus sentiments sense tenir en compte les conseqüències. Tot i que Peggy s'estima Collingwood segueix sent fidel al seu marit però Lady Attwill fa que Mr. Admaston dubti de la fidelitat de la seva dona. Les seves sospites semblen confirmar-se un vespre, quan Peggy no vol acompanyar-lo al teatre perquè no es troba bé. Durant la representació es produeix un incendi i Admaston torna a casa abans d'hora trobant-se la seva dona entretinguda amb el visitant. Admaston ho arregla per atrapar Peggy i Collingwood junts en una casa de camp i inicia un procés de divorci en base a les proves circumstancials resultants. Més tard, Lady Attwill convenç a Admaston que l'amistat de Peggy amb Collingwood era innocent i la parella es retroba.

## Repartiment
- Holbrook Blinn (George Admaston)
- Vivian Martin (Peggy Admaston)
- June Elvidge (Lady Attwill)
- George Ralph (Collingwood)
- Johnny Hines